# Nanclars
Nanclars es una comuna francesa situada en el departamento de Charente, en la región de Nueva Aquitania.

## Demografía
| 209 | 204 | 186 | 194 | 201 | 200 | 204 |
| Para los censos de 1962 a 1999 la población legal corresponde a la población sin duplicidades (Fuente: INSEE [Consultar]) |     |     |     |     |     |     |